# بورگ-رولان
شهر بورگ-رولان (به فرانسوی: Burg-Reuland) در شهرستان ورویه  در استان لیئژ  در منطقه فدرال والوون در کشور بلژیک واقع شده‌است.